# Pestalozzi-Stiftung Hamburg

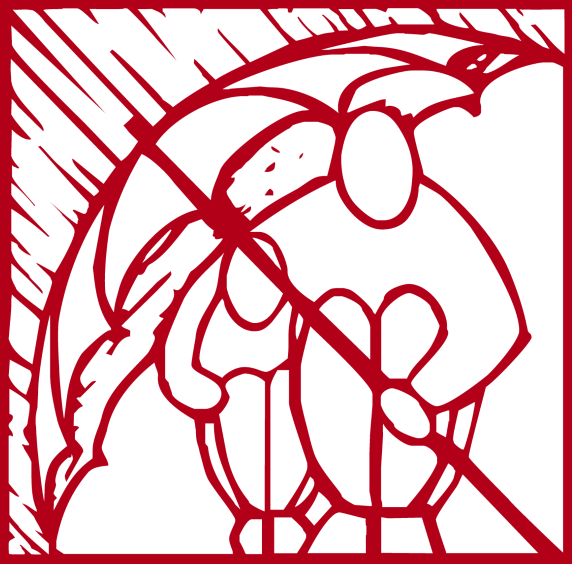
Цель «Песталоцци-фонда Гамбург» является, укрепить человека и научить его помогать себе самому.

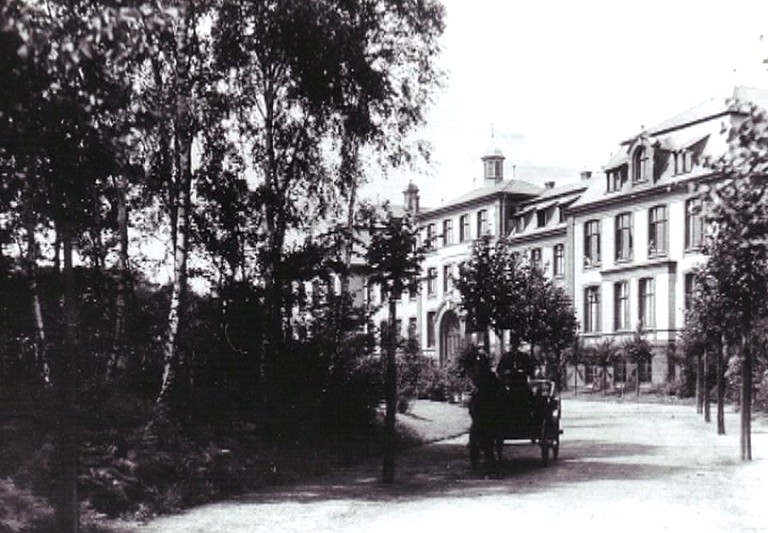
Детский дом «Песталоцци-Фонда Гамбург» в районе Гамбург-Фолксдорф в 1906 году.

«Песталоцци-фонд Гамбург» («Pestalozzi-Stiftung Hamburg») — социальная общественная организация, основанная в 1847 году в Гамбурге. С самого начала своего существования на протяжении 100 лет фонд содержал детский дом, который несколько раз переезжал в пределах Гамбурга. В течение 160 лет фонд постепенно расширял свою деятельность. Сегодня он расположен в разных районах Гамбурга, а также имеет филиалы в Нижней Саксонии (Niedersachsen) и Шлезвиг-Гольштейне (Schleswig-Holstein). Сфера деятельности включает в себя помощь детям, подросткам и семьям, работу с молодёжью, детские сады, общественные заведения, работу с людьми, которые нуждаются в физической и психологической помощи. Фонд Песталоцци финансирует свою работу из общественных средств. Основная поддержка оказывается городом Гамбургом.
Фонд также располагает небольшими финансовым капиталом, но сам фонд не спонсирует проекты других организаций. Идеологическим фундаментом работы фонда являются убеждения Иоганна Генрих(а) Песталоцци, чья цель в воспитании состояла в том, чтобы «укрепить человека» и научить его «помочь себе самому».

## История

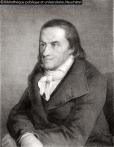
Иоганна Генрих Пестолоцци родился 12 января 1746 года и умер февраля 1827 года.

История «Песталоцци-фонда Гамбург» начинается 12 января 1846 года. В этот день масонская ложа «Zur Brudertreue», проводя торжество посвящённое памяти Иоганна-Генриха Песталоцци, решила основать фонд, чтобы помогать как детям сиротам, так и детям живущим в сложных социальных условиях. Его цель состояла в создании организации по оказанию помощи детям из неблагополучных и проблемных семей, чтобы дать им возможность получить воспитание в духе свободы и просвещения по методам Песталоцци.

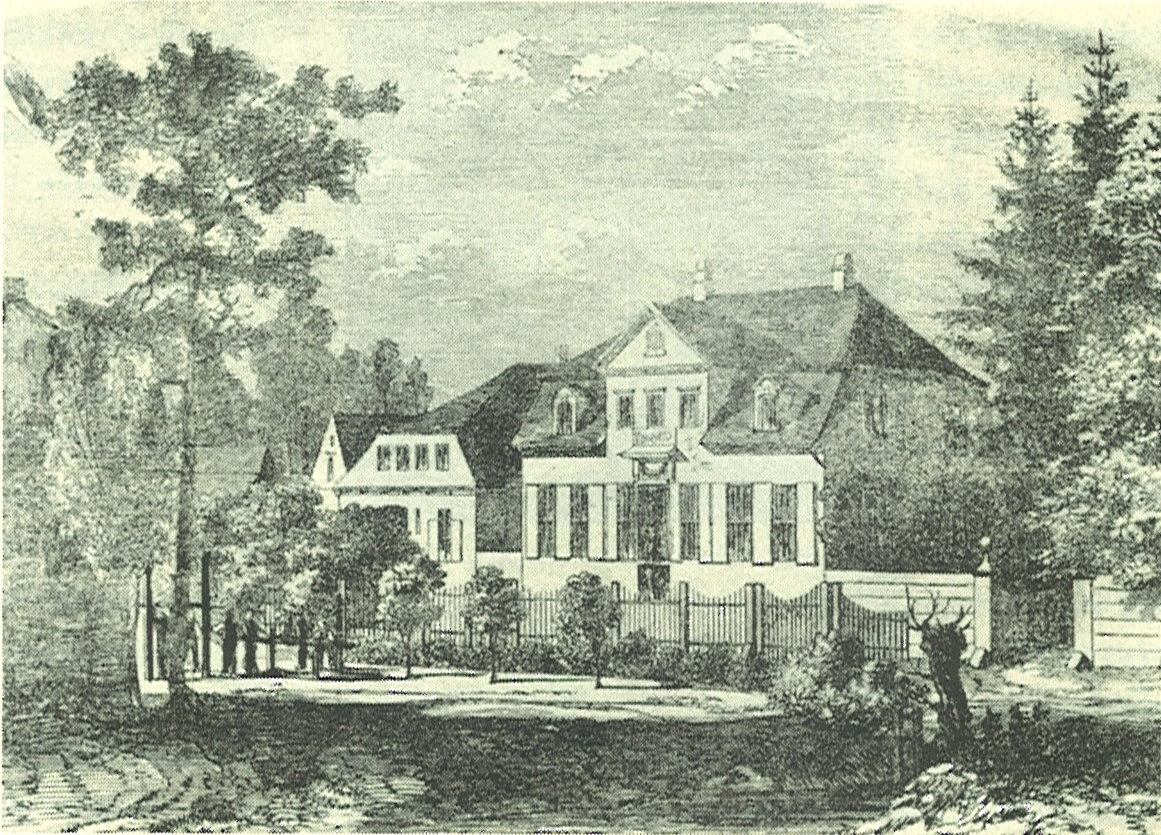
Детский дом «Песталоцци-фонда Гамбург» в районе Гамбург-Биллвердер в 1850 году.

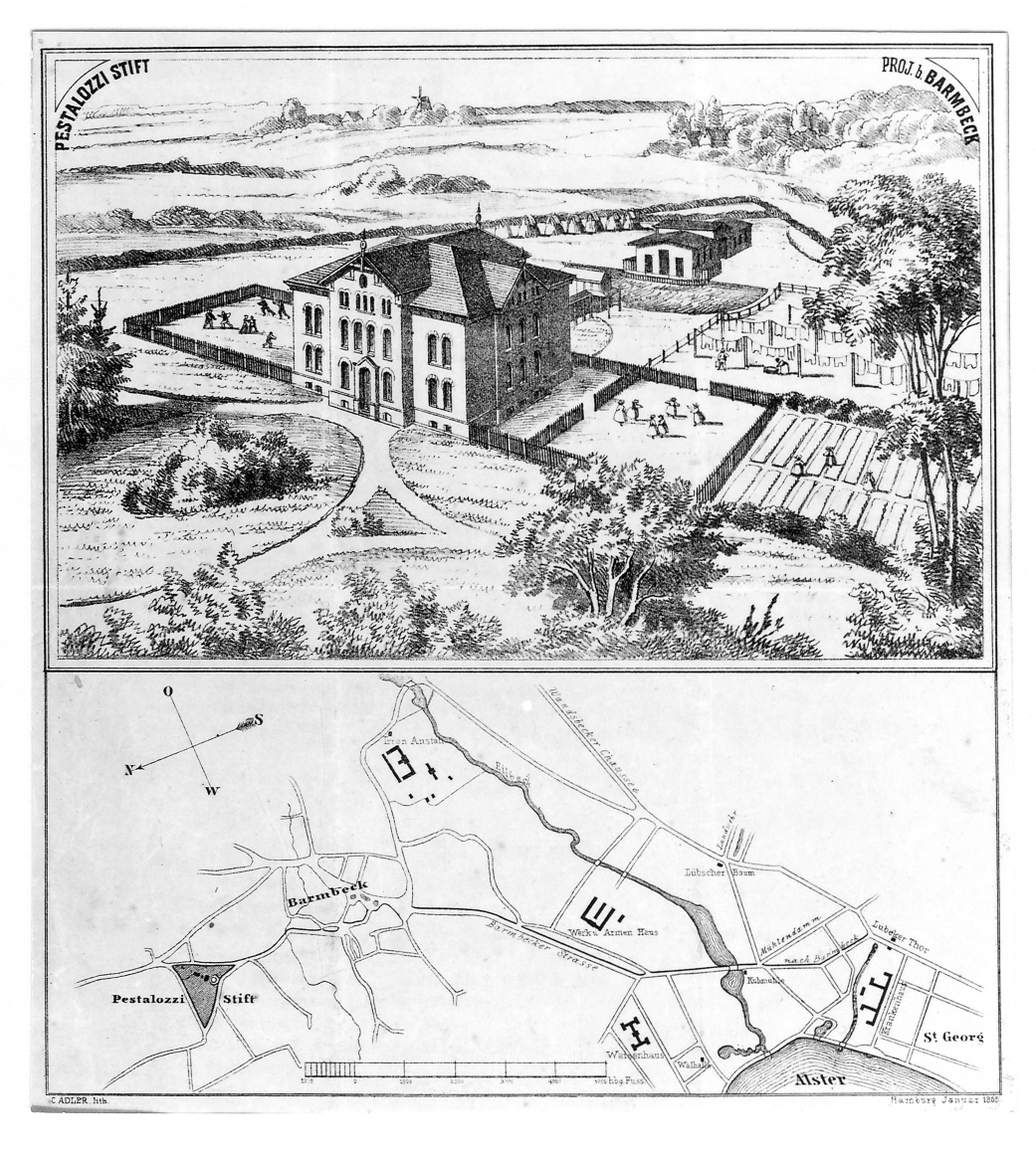
«Песталоцци-фонд Гамбург» в районе Бармбек в 1865 году.

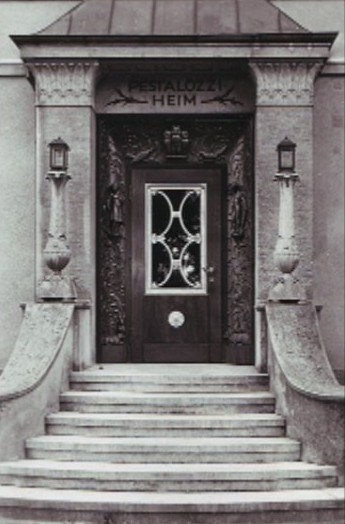
Сегодня на улице Дистель находится жилой дом, который раньше был детским домом.

Первый детский дом был основан 8 августа 1847 года в районе Гамбург-Бильвердер и стал убежищем для 32 детей. Уже в 1865 году был заложен фундамент для постройки нового и более большого заведения в районе Гамбург-Бармбек на Хуфнер-улице. Количество мест для детей увеличивалось на 78. Однако в связи с растущей застройкой района, и, в особенности, из-за строительства вокзала для будущего метро, детскому дому пришлось вскоре вновь переехать. 29 августа 1906 года в районе Фолксфорф-Гамбург торжественно был открыт новый детский дом для 100 детей.
В 1931 году фонд переехал в район Гамбург-Олстедт, где до сих пор на улице Дистель находится его часть. Когда нацисты в 1933 году пришли к власти, директор детского дома Элизабет Шлойс и его председатель пастор Хуго Попе отнеслись с дистанцией к их убеждениям. Это проявилось в воспитании детей, например, в том, что в детском доме нигде не висели картины Гитлера, а также не распространялись песни и идеи на тему войны и национального чувства. В 1943 году Имперский наместник Карл Кауфман приказал захватить главное здание детского дома и подчинить его управлению детскую больницу Ротенбургсорт. Хотя детский дом был спасен от закрытия, он смог продолжить свою работу только со значительными ограничениями. Из сорока детей остались лишь двадцать и жили они на маленьком пространстве в соседнем Далхов-доме.
После окончания войны Песталоцци-Фонд Гамбург получил свою собственность обратно. Однако из-за валютно-финансовой реформы в 1948 году имущество фонда обесценилось и большую часть участка пришлось продать. Следующие годы были нестабильны и фонд переживал финансовые и структурные проблемы. Со временем фонд расширил сферу своей деятельности. Концепты и практические предложения менялись и приспособлялись к историческим и общественно-социальным изменениям.
Таким образом, детский дом превратился в организацию, которая с 1980-х годов предлагает различные виды помощи для детей, подростков, семей, а также людей, которые нуждаются в физической или психической поддержке. Главное бюро фонда находится на улице Бреннер, в районе Гамбург Санкт Георг (St. Georg). Его филиалы имеются также в федеральных землях Шлезвиг-Гольштейн и Нижней Саксонии.

## Философия и убеждения

### «Научиться жить — это цель нашего воспитания»
Философия Песталоцци-Фонда Гамбург основывается на ценностях и познаниях  имени Иоганна-Генриха Песталоцци. Целью фонда является, помогать людям в тяжёлых жизненных ситуациях, в преодолении препятствий и каждодневных задач. Ключевой идеей является мысль «помощи для само-помощи», так как Песталоцци был убежден в том, что воспитание не должно навязывать человеку что-то чуждое, а наоборот, должно поддерживать и облегчать развитие первозданных сил. Основой работы фонда является высказывание Песталоцци, что только сердцем можно вести сердце другого человека и любовь сердца проявляется через заботу. Фонд опирается в опеке людей на такие ценности, как уважение, сочувствие, солидарность и самоопределение.

### «Только сердцем можно вести сердце другого человека.»

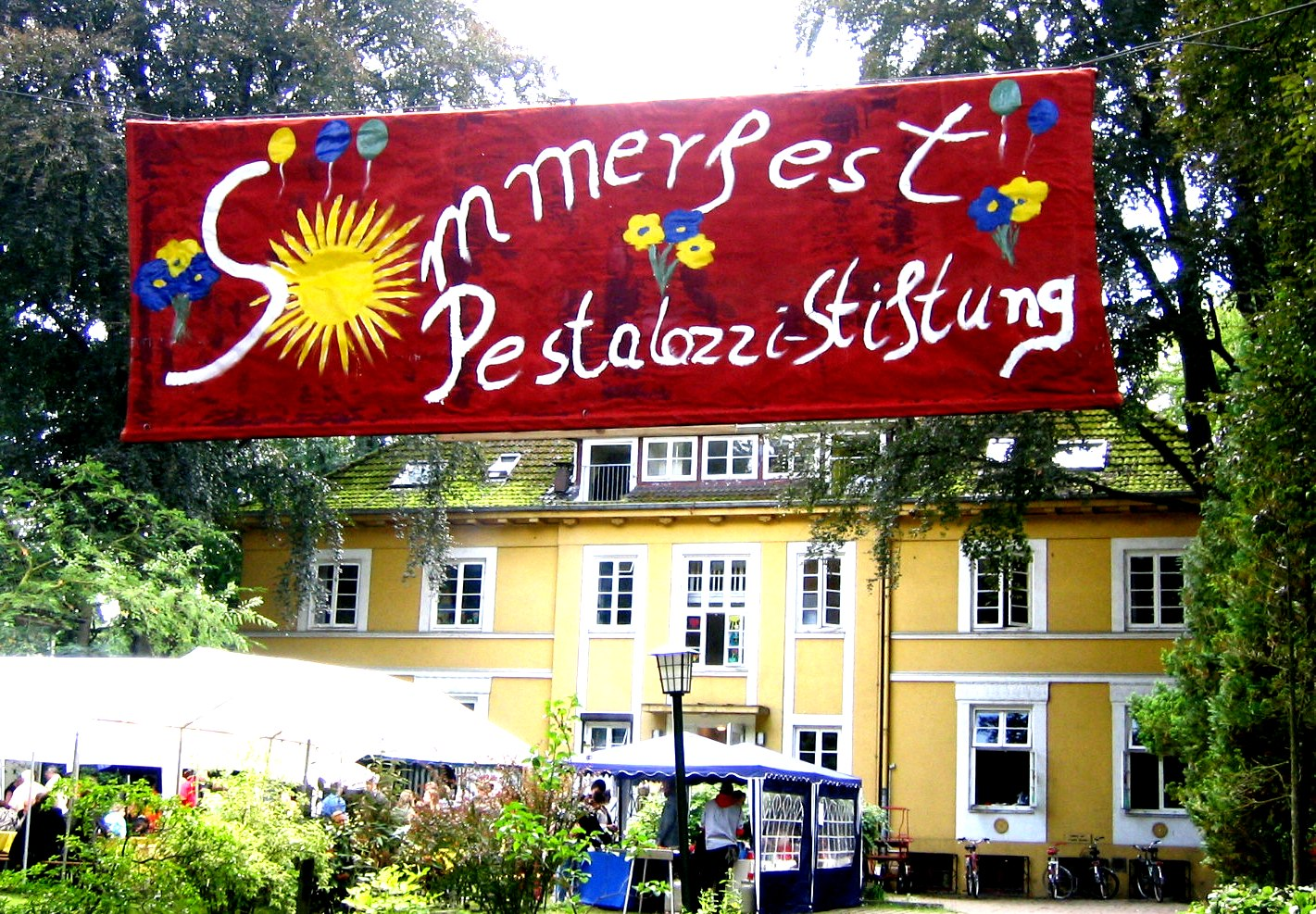
Летний праздник «Песталоцци-фонда Гамбург» на Дистельулице.

Сотрудники Песталоцци-Фонда Гамбург выполняют работу по принципам Иоганна-Генриха Песталоцци. Мотивация Песталоцци была связана с его собственной детской судьбой. Он вырос в бедных условиях и всю свою жизнь старался помочь обделенным детям сиротам, бедным, а также детям из неблагополучных семей. Его цель была, предоставить этим детям возможность получить образование, ценности и обрести чувство надёжности. По примеру этого принципа Песталоцци-Фонд Гамбург предлагает детям, подросткам, семьям и людям нуждающимся в помощи различные пути в преодолении жизненных препятствий, а также поддержку в различных ситуациях. Целью является, чтобы люди, о которых заботится фонд, выработали в себе сами умение и развивали свои способности в преодолении проблем и конфликтов, в решении ежедневных задач, в открытии перспектив и в воплощении идей, а также для осуществления независимой и самостоятельной жизни. Фонд в особенности подчеркивает то, что непременно важно индивидуально предоставлять возможности опекаемым людям, развивать свои способности и сильные качества и облегчать развитие каждого человека в социальном сообществе.

## Заведения Песталоцци-Фонда Гамбург

### «С головой, сердцем и рукой»
На сегодняшний день Песталоцци-Фонд Гамбург предлагает в Гамурге, Шлезвиг-Гольштейне (Schleswig-Holstein) и Нижней Саксонии (Niedersachsen) различные виды поддержки и многочисленные мероприятия для детей, подростков, семей и людей нуждающихся в помощи, например, детские сады, совместные квартиры и жилые проекты, амбулаторные заведения для консультации, а также общественные заведения. Фонд поддерживает людей в различных жизненных ситуациях с помощью разных проектов и предложений, которые предоставляют людям возможность, жить и действовать самостоятельно и в сочетании с индивидуальными потребностями.

### Детские сады, заведения для присмотра за детьми

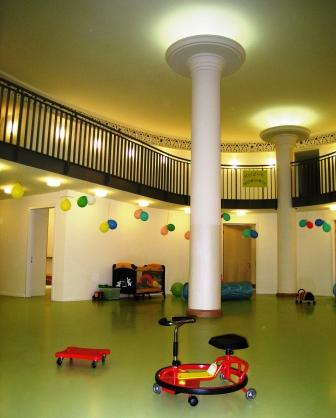
Детский садик «Песталоцци-фонда Гамбург» на Бетесдаулице в Гамбурге.

Песталоцци-Фонд Гамбург имеет различные заведения для присмотра за детьми с 1 до 14 лет в рамках яслей, детского сада и присмотра за детьми школьного возраста во второй половине дня. Заведения предлагают так называемые педагогические обеды, где дети после школы вместе едят, а потом делают домашние задания или играют друг с другом под присмотром. В данный момент в Гамбурге существуют два детских сада в районе Гамбург-Айсендорф (Eissendorf) и Гамбург-Боргфелде (Borgfelde). Другие два находятся в строительной фазе, один из них строится в районе Эппендорф (на участке Фонда Аншархёхе (Anscharhöhe)). Другой детский сад будет построен в районе Санкт-Паули, так как его постройка является кооперационным проектом между Песталоцци-Фондом Гамбург и футбольным клубом Санкт-Паули. Детский сад будет построен в Миллернтор-стадионе клуба Санкт-Паули на поле Хеилигенгайст (Heiligengeistfeld). Этот детский сад будет всемирно первым детским садом находящимся на футбольном стадионе. Открытие планируется осенью 2010 года.

### Помощь молодым людям

#### Жилые дома для детей и подростков
В домах в районе Гамбург-Алтона и Фармсен Песталоцци-Фонд Гамбург временно принимает детей и подростков, которые по различным причинам не могут жить в семье и родительском доме. Сложные семейные истории и различные проблемы требуют размещение молодых людей на некоторое время в подобных жилых заведениях. Целью является, создание атмосферы, в которой молодые люди будут чувствовать себя защищенно и смогут жить самостоятельно, с чувством ответственности и зрелости. Сотрудники разрабатывают вместе с детьми, подростками и их семьями индивидуальные концепты и их реализацию в жизни. На первом плане стоит решение конфликтов и проблем, а также социальная интеграция. Дети и подростки возвращаются потом обратно в свои семьи.

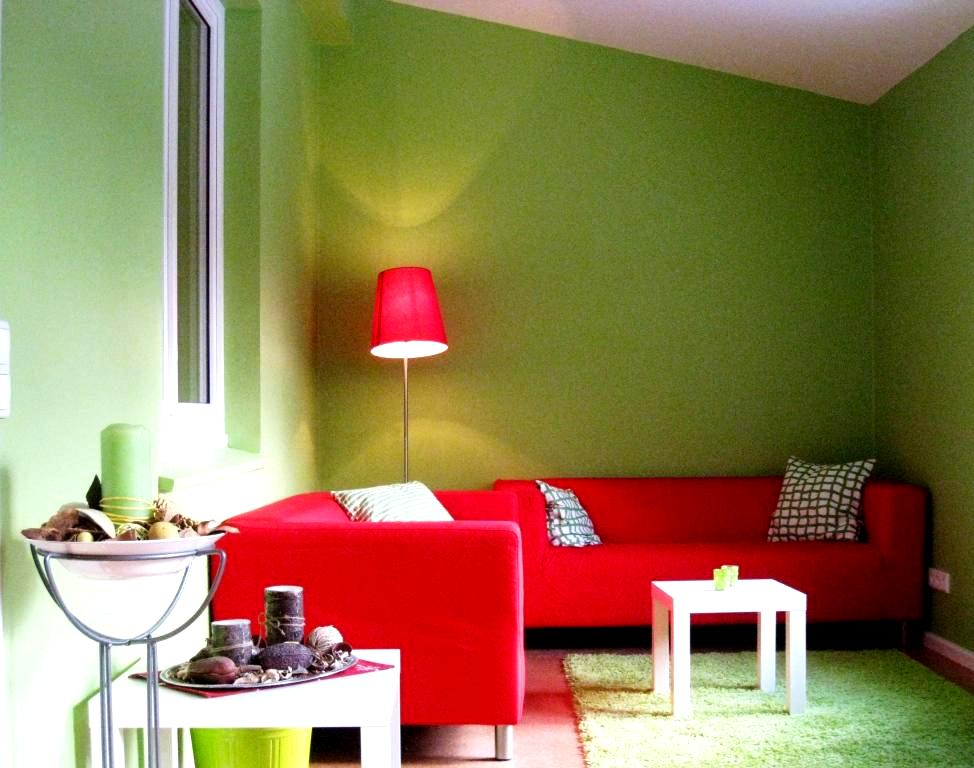
Гостиная комната в общежитии Гамбург-Алтона для детей и подростков.

#### Общежития
Для детей и подростков, которые находятся в тяжёлых жизненных обстоятельствах и страдали в семье из за насилия, беспризорности и прочих неблагополучных условий, фонд предлагает социально-педагогические общежития под присмотром профессиональных педагогов. Таким образом, детям даётся новый дом на некоторое время, где они могут жить и развиваться в соответствии со своими потребностями и способностями. В общежитии воспитатели устанавливают доверительные отношения с детьми и, таким образом, удается создать защищенную и надёжную атмосферу, в доверии и с любовью построить микрокосмос подобный семье. Целью является — помочь этим молодым людям научится стоять на своих ногах, уверенно и ответственно идти по жизни. Отношения с семьей поддерживаются в течение того времени, пока дети и подростки находятся в общежитии, так как это является в интересах детей. При возвращении ребёнка в семью учитываются его личная ситуация и благосостояние в семье. Общежития Песталоцци-Фонда Гамбург располагаются в Гамбурге, Шлезвиг-Гольштейне (Schleswig-Holstein) и Нижней Саксонии (Niedersachsen).

### Амбулаторные центры
Песталоцци-Фонд Гамбург предоставляет детям, подросткам и семьям в тяжёлых жизненных ситуациях различную амбулаторную помощь. Приём семей и детей происходит в учреждении, которое занимается заботой о моральном и физическом здравоохранении молодёжи. Сотрудники организации помогают родителям и их детям в решении повседневных проблем и конфликтов, и, в особенности, тех проблем, которые касаются школы, социального окружения, занятий в свободное время и т. д. Для людей, которые в связи с физическими или психическими болезнями нуждаются в помощи, фонд предлагает индивидуальную амбулаторную консультацию и поддержку в различных вопросах касающихся поисков квартиры, места обучения или работы, занятий в свободное время и установления социальных контактов. Амбулаторные центры также оказывают помощь в вопросах касающихся развода, финансовых дел и здравоохранения. Центры амбулаторной социально-педагогической семейной помощи и индивидуальной помощи находятся в районах Алтона (Altona), Берне (Berne), Боргфелде (Borgfelde) и Лангенхорн (Langenhorn).

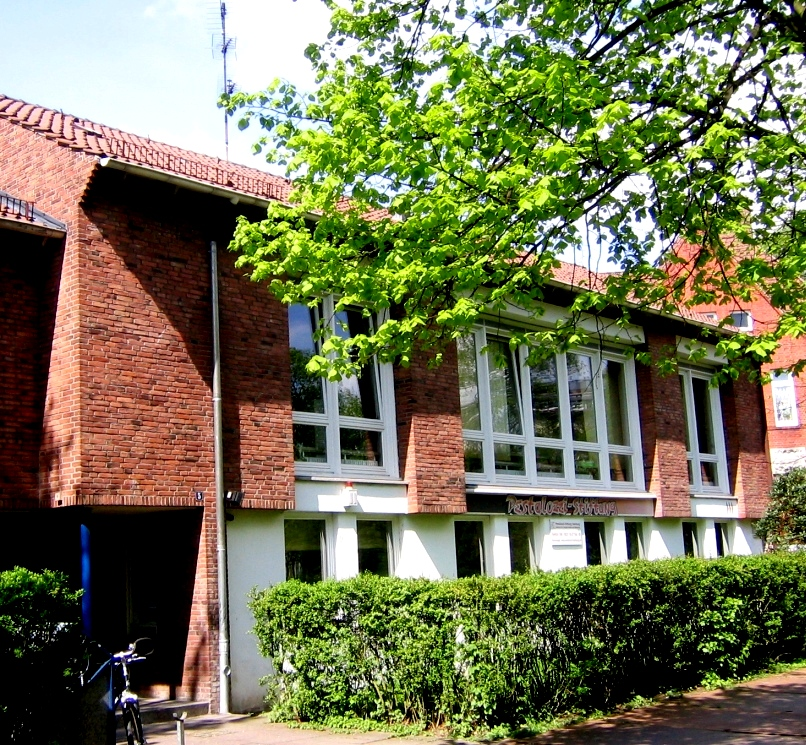
Консултационный центр для социальной работы в районе Гамбург-Алтона.

### Учреждения для людей нуждающихся в помощи
Песталоцци-Фонд Гамбург предоставляет людям нуждающимся в физической или психологической поддержке различные виды помощи. К примеру, для них существуют жилые группы, отдельные квартиры и региональные офисы во всем городе в районе Олстедт, на Дистельштрассе вместе живут женщины и мужчины с различными физическими и умственными проблемами. Они получают круглосуточно поддержку от профессиональных сотрудников. В частных квартирах живут люди, которые не нуждаются в интенсивной помощи и способны вести достаточно самостоятельную жизнь. Целью является помощь людям вести независимую, полноценную, самостоятельную и разнообразную жизнь, и быть интегрированными в общество.

### Общественная работа

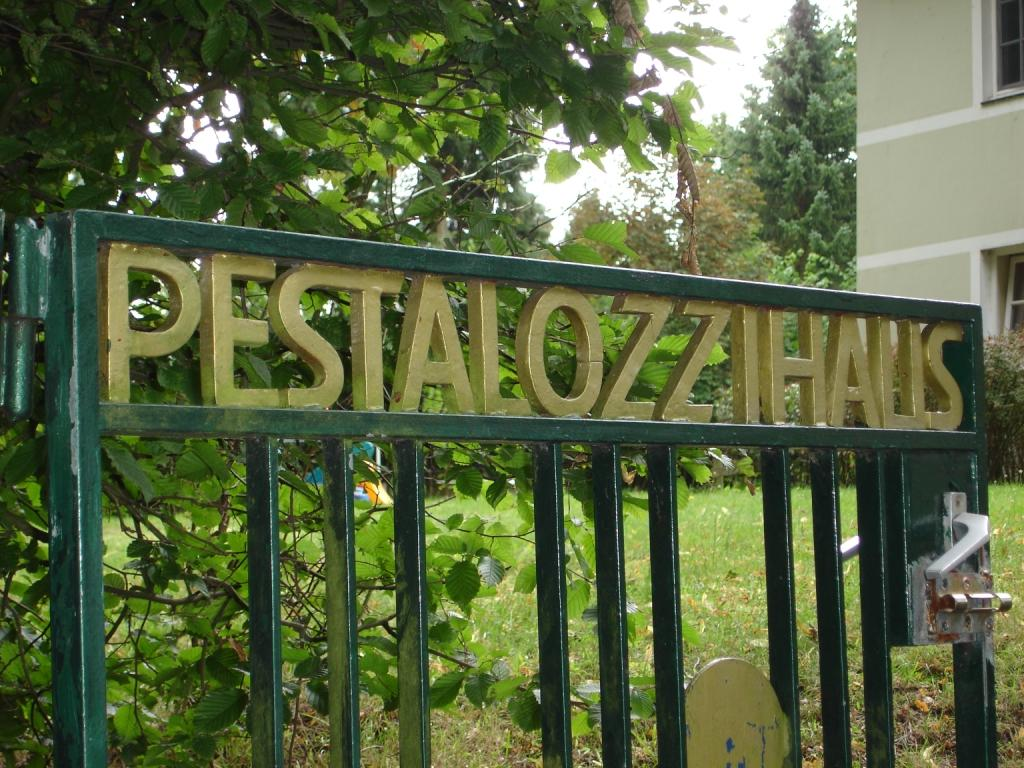
Общежитие на Дистельштрассе в районе Гамбург-Ольстедт было основано в 1931 году в виде детского дома. Сегодня это здание является жилым домом для людей нуждающихся в помощи.

Песталоцци-Фонд Гамбург имеет различные программы и заведения во всем городе, которые служат социальной интеграции и консультации для семей, детей, подростков и молодых людей.
Заведение «Встреча в Берне» («Treff Berne») является консультационным центром недалеко от метро Берне, там, где раньше находилась библиотека Берне. В работе важен контакт к с широкой сетью других организаций в этом районе, чтобы, таким образом, предоставить людям оптимальную помощь. В помещении находится также кафе, где люди из этого района могут встречаться, пообедать и завязать контакт с другими людьми. Песталоцци-Фонд Гамбург кооперирует с фирмой Hamburger Werkstatt GmbH, которая является оператором кафе и предлагает людям обучение.
В районах Берне и Грослоэ находится проект «семейная акушерка» («Familienhebammenprojekte»), целью которого является поддержка беременных женщин и матерей с психическими, финансовыми и социальными проблемами. Похожую цель преследует также заведение по имени «Nestlotse» (чьё имя связано с идеей помощи маленьким человеческим «птенцам», которые ещё находятся в родительском гнезде). Заведение «Nestlotse» находится на западе Гамбурга в районе Бергедорф-Запад (Bergedorf-West) и оказывает помощь матерям и отцам до и после рождения ребёнка вплоть до шести лет. Заведение сотрудничает с разными организациями, чтобы оказывать оптимальную помощь в этом районе.
Немного дальше в районе Фармзен (Farmsen) около станции метро Berne (Берне) находится молодёжное заведение, где дети и подростки с 8 до 18 лет могут проводить свободное время и завязать дружбу с другими молодыми людьми. В программе предлагают, например, киновечера, брейк-данс, скейтбординг, бильярд, футбол, настольный теннис, компьютерные игры и курсы, а также учиться готовить.
Семейными проблемами занимаются команды семейной активации по имени «F.aktiv» в районах in Berne (Берне), Бергедорф-Запад (Bergedorf-West) и Langenhorn (Лангенхорн) с целью оказывать детям, подросткам и семьям кратковременную поддержку и консультацию по психосоциальным вопросам. Работа включает консультацию при конфликтах и практическую помощь в различных жизненных ситуациях.

## Финансы
Песталоцци-Фонд Гамбург финансирует свои заведения за счёт государственной поддержки со стороны города Гамбурга. Проекты оплачиваются в основном с помощью субсидий, предоставленными городом Гамбург. Основание новых проектов, главным образом, осуществляется через пожертвования частным путём.

## Страницы в Интернете
- Страница «Pestalozzi-Stiftung Hamburg» — «Песталоцци-фонд Гамбург»
- Страница детских садиков от «Pestalozzi-Stiftung Hamburg» — «Песталоцци-фонд Гамбург»
- Статья о «Pestalozzi-Stiftung Hamburg» — «Песталоцци-фонд Гамбург» в энциклопедии Википедия на английском языке
- Статья о «Pestalozzi-Stiftung Hamburg» — «Песталоцци-фонд Гамбург» в энциклопедии Википедия на немецком языке